# Liste de villes avec plus d'un aéroport
De nombreuses villes sont desservies par plus d'un aéroport, le plus souvent pour éviter la congestion, ou alors là où il y a des facteurs empêchant l'expansion d'aéroports existants. Dans d'autres villes, plusieurs aéroports sont construits pour répondre à des usages spécifiques, comme entre les vols internationaux et intérieurs. Les listes ci-dessous décrivent les villes qui sont desservies par plus d'un aéroport offrant des services passagers réguliers, même s'ils ne sont pas à l'intérieur des limites de la ville. Les bases aériennes militaires (sans passagers) et les aéroports servant uniquement des vols charters ne sont pas inclus.

## Au moins quatre aéroports
| Aéroport                                                                     | Localisation                      | Dans les limites de la ville | Distance et direction du centre-ville                 | Passagers (2014)                        |
| ---------------------------------------------------------------------------- | --------------------------------- | ---------------------------- | ----------------------------------------------------- | --------------------------------------- |
| Huit aéroports                                                               |                                   |                              |                                                       |                                         |
| États-Unis, État de New York, New York                                       |                                   |                              |                                                       |                                         |
| Aéroport international John-F.-Kennedy                                       | Queens                            | Oui                          | 19 km au Sud-Est                                      | 56,827,154 (2015)                       |
| Aéroport de LaGuardia                                                        | Queens                            | Oui                          | 4 km à l'Est                                          | 26,954,588                              |
| Aéroport de Teterboro                                                        | Comté de Bergen                   | Non                          | 19 km au Nord-Ouest                                   |                                         |
| Aéroport de Long Island MacArthur                                            | Islip, New York                   | Non                          | 81 km à l'Est                                         | 173,346 (2005)                          |
| Newark Liberty International Airport                                         | Newark, New Jersey                | Non                          | 8 km à l'Ouest                                        | 35,600,108                              |
| Aéroport de Newburgh-Stewart                                                 | Newburgh, New York                | Non                          | 88 km au Nord                                         | 970,000 (2007 Est.)                     |
| Aéroport de Trenton-Mercer                                                   | Ewing Township, New Jersey        | Non                          | 125 km au Sud-Ouest                                   | 6,459                                   |
| Aéroport du comté de Westchester                                             | White Plains, New York            | Non                          | 53 km au Nord                                         | 901,831 (2008)                          |
| Six aéroports                                                                |                                   |                              |                                                       |                                         |
| Canada, Vancouver                                                            |                                   |                              |                                                       |                                         |
| Aéroport d'Abbotsford                                                        | Abbotsford                        | Non                          | 61 km au Sud-Est                                      | 476,236                                 |
| Boundary Bay Airport                                                         | Delta                             | Oui                          | 24 km au Sud-Est                                      |                                         |
| Pitt Meadows Airport                                                         | Pitt Meadows                      | Oui                          | 31 km au Sud-Est                                      |                                         |
| Aéroport international de Vancouver                                          | Richmond                          | Oui                          | 12 km au Sud-Ouest                                    | 20,315,978                              |
| Hydroaérodrome de Vancouver                                                  | Downtown Vancouver                | Oui                          |                                                       |                                         |
| Vancouver International Water Airport                                        | Richmond                          | Oui                          |                                                       |                                         |
| Royaume-Uni, Angleterre, Londres                                             |                                   |                              |                                                       |                                         |
| Aéroport de Londres-City                                                     | London Docklands                  | Oui                          | 11 km à l'Est                                         | 4,526,059 (2016)                        |
| Aéroport de Londres-Gatwick                                                  | Crawley, West Sussex              | Non                          | 46 km au Sud                                          | 43,136,800 (2016)                       |
| Aéroport de Londres-Heathrow                                                 | Borough londonien de Hillingdon   | Oui                          | 24 km à l'Ouest                                       | 75,676,000 (2016)                       |
| Aéroport de Londres-Luton                                                    | Luton                             | Non                          | 48 km au Nord                                         | 14,551,837 (2016)                       |
| Aéroport de Londres-Stansted                                                 | Uttlesford                        | Non                          | 48 km au Nord-Est                                     | 24,300,000 (2016)                       |
| Aéroport de Londres-Southend                                                 | District of Rochford              | Non                          | 69 km à l'Est                                         | 1,300,583                               |
| Arabie saoudite, Égypte, Israël, Jordanie, Golfe d'Aqaba                     |                                   |                              |                                                       |                                         |
| Aéroport de Neom Bay                                                         | Neom                              | Non                          | 15 km au Sud-Est                                      |                                         |
| Aéroport international de Charm el-Cheikh                                    | Charm el-Cheikh                   | Non                          | 20 k au Nord-Est                                      | 5,476,388 (2011)                        |
| Aéroport international de Taba                                               | Taba                              | Non                          | 16 km                                                 | 306,880 (2010)                          |
| Aéroport international Ovda                                                  | District Sud                      | Non                          | 60 km au Nord-Ouest                                   | 209,515 (2017)                          |
| Aéroport international Ramon                                                 | District Sud                      | Non                          | 18 km au Nord                                         |                                         |
| Aéroport international Roi-Hussein                                           | Aqaba                             | Non                          | 8 km au Nord                                          | 170,000 (2006)                          |
| Cinq aéroports                                                               |                                   |                              |                                                       |                                         |
| Chine, Chongqing, Chongqing                                                  |                                   |                              |                                                       |                                         |
| Aéroport de Wanzhou-Wuqiao                                                   | Wanzhou, Chongqing                | Non                          |                                                       | 870,042 (2018)                          |
| Aéroport international de Chongqing-Jiangbei                                 | Yubei, Chongqing                  | Oui                          | 19 km au Nord                                         | 44,786,722 (2019)                       |
| Wulong Xiannüshan Airport                                                    | Wulong, Chongqing                 | Non                          |                                                       |                                         |
| Chongqing Wushan Airport                                                     | Wushan, Chongqing                 | Non                          |                                                       |                                         |
| Qianjiang Wulingshan Airport                                                 | Qianjiang, Chongqing              | Non                          |                                                       |                                         |
| États-Unis, Californie, Los Angeles                                          |                                   |                              |                                                       |                                         |
| Aéroport Bob-Hope                                                            | Burbank, Californie               | En partie                    | 25 km au Nord                                         | 5,689,291 (2006)                        |
| Aéroport John-Wayne                                                          | Santa Ana, Californie             | Non                          | 70 km au Sud-Est                                      | 8,663,452                               |
| Aéroport international d'Ontario                                             | Ontario, Californie               | Non                          | 61 km à l'Est                                         | 7,049,904 (2006)                        |
| Aéroport de Long Beach                                                       | Long Beach, Californie            | Non                          | 58 km au Sud                                          | 3,004,005 (2006)                        |
| Aéroport international de Los Angeles                                        | Los Angeles                       | Oui                          | 27 km au Sud-Est                                      | 74,936,256 (2015)                       |
| France, Paris                                                                |                                   |                              |                                                       |                                         |
| Aéroport de Roissy-Charles de Gaulle                                         | Roissy-en-France                  | Non                          | 31 km au Nord-Est                                     | 65,933,145 (2016)                       |
| Aéroport de Paris-Orly                                                       | Orly                              | Non                          | 18 km au Sud                                          | 28,274,154 (2013)                       |
| Aéroport de Paris-Le Bourget                                                 | Le Bourget                        | Non                          | 13 km au Nord-Est                                     | 54,656 (2019)                           |
| Aéroport de Paris-Beauvais                                                   | Beauvais                          | Non                          | 90 km au Nord                                         | 4,024,201 (2014)                        |
| Quatre aéroports                                                             |                                   |                              |                                                       |                                         |
| Australie, Melbourne                                                         |                                   |                              |                                                       |                                         |
| Aéroport d'Avalon                                                            | Avalon, Victoria                  | Non                          | 50 km au Sud-Ouest                                    | 1,400,000                               |
| Aéroport d'Essendon                                                          | Essendon, Victoria                | Oui                          | 11 km au Nord-Ouest                                   |                                         |
| Aéroport de Melbourne-Tullamarine                                            | Tullamarine, Victoria             | Oui                          | 20 km au Nord-Ouest                                   | 27,700,000                              |
| Aéroport de Moorabin                                                         | Mentone, Victoria                 | Oui                          | 22 km au Sud-Est                                      |                                         |
| Brésil, São Paulo                                                            |                                   |                              |                                                       |                                         |
| Aéroport international de Congonhas                                          | Etat de São Paulo                 | Oui                          | 8 km au Sud                                           | 18,134,071                              |
| Aéroport international de São Paulo-Guarulhos                                | Etat de São Paulo                 | Oui                          | 25 km au Sud                                          | 39,537,000                              |
| Aéroport international de Viracopos                                          | Etat de São Paulo                 | Non                          | 82 km au Nord-Ouest                                   | 9,846,853                               |
| Aéroport Campo de Marte                                                      | Etat de São Paulo                 | Oui                          | 6 km au Nord                                          | 145,494                                 |
| Canada, Toronto                                                              |                                   |                              |                                                       |                                         |
| Aéroport Billy-Bishop de Toronto                                             | Toronto, Ontario                  | Oui                          | 4 km                                                  | 2,724,221 (2016)                        |
| Aéroport international Pearson de Toronto                                    | Mississauga, Ontario              | Non                          | 22,5 km au Nord-Ouest                                 | 50,499,431 (2019)                       |
| Aéroport régional d’Owen Sound-Billy Bishop                                  | Owen Sound, Ontario               | Non                          |                                                       |                                         |
| Aéroport international John C. Munro d'Hamilton                              | Hamilton, Ontario                 | Non                          | 65 km au Sud-Ouest                                    | 955,373 (2019)                          |
| Russie, Moscou                                                               |                                   |                              |                                                       |                                         |
| Aéroport international de Vnoukovo                                           | Moscou                            | Oui                          | 28 km au Sud-Ouest                                    | 15,815,129 (2015)                       |
| Aéroport de Moscou-Cheremetievo                                              | Khimki, Oblast de Moscou          | Non                          | 29 km au Nord-Ouest                                   | 34,030,000 (2016)                       |
| Aéroport de Moscou-Joukovski                                                 | Joukovski, Oblast de Moscou       | Non                          | 40 km au Sud-Est                                      | Les vols commerciaux ont débuté en 2016 |
| Aéroport international de Domodedovo                                         | Domodedovo, Oblast de Moscou      | Non                          | 42 km au Sud-Est                                      | 28,500,000 (2016)                       |
| Japon, Tokyo                                                                 |                                   |                              |                                                       |                                         |
| Aéroport international de Narita                                             | Narita, Chiba                     | Non                          | 60 km à l'Est                                         | 34,765,931(2015)                        |
| Aéroport de Tokyo-Haneda                                                     | Ōta, Tokyo                        | Oui                          | 14 km au Sud                                          | 75,316,718(2015)                        |
| Aéroport de Chofu                                                            | Chōfu, Tokyo                      | Non                          | 15 km à l'Ouest                                       | 94,816(2015)                            |
| Aéroport d'Ibaraki                                                           | Omitama, Ibaraki                  | Non                          | 80 km au Nord-Est                                     | 538,227(2015)                           |
| Suède, Stockholm                                                             |                                   |                              |                                                       |                                         |
| Aéroport de Stockholm-Arlanda                                                | Sigtuna                           | Non                          | 42 km au Nord                                         | 16,962,416                              |
| Aéroport de Stockholm-Bromma                                                 | Bromma                            | Oui                          | 7 km au Nord-Ouest                                    | 2,488,779                               |
| Aéroport de Stockholm-Skavsta                                                | Nyköping                          | Non                          | 100 km au Sud                                         | 2,524,633                               |
| Aéroport de Stockholm-Västerås                                               | Västerås                          | Non                          | 100 km à l'Ouest                                      | 174,496                                 |
| États-Unis, Arizona, Phoenix                                                 |                                   |                              |                                                       |                                         |
| Aéroport de Phoenix-Mesa Gateway                                             | Mesa, Arizona                     | Non                          | 32 km au Sud-Ouest                                    | 1,774,763 (2019)                        |
| Aéroport international Sky Harbor de Phoenix                                 | Phoenix, Arizona                  | Oui                          | 4,8 km à l'Est                                        | 46,288,337 (2019)                       |
| Aéroport de Mesa-Falcon Field                                                | Mesa, Arizona                     | Non                          |                                                       | 319,419 (2009)                          |
| Aéroport de Phoenix-Deer Valley                                              | Phoenix, Arizona                  | Oui                          | 27 km au Nord                                         |                                         |
| États-Unis, Californie, San Francisco                                        |                                   |                              |                                                       |                                         |
| Aéroport Charles M. Schulz du comté de Sonoma                                | Comté de Sonoma, Californie       | Non                          | 100 km au Nord                                        | 238,917 (2014)                          |
| Aéroport international d'Oakland                                             | Comté d'Alameda, Californie       | Non                          | 32 km à l'Est                                         | 11,205,063 (2015)                       |
| Aéroport international de San Francisco                                      | Comté de San Mateo, Californie    | Oui                          | 19 km au Sud                                          | 50,067,094 (2015)                       |
| Aéroport international de San José                                           | San José, Californie              | Non                          | 72 km au Sud-Est                                      | 10,213,261 (2015-2016)                  |
| États-Unis, Floride, Miami                                                   |                                   |                              |                                                       |                                         |
| Aéroport international de Miami                                              | Miami-Comté de Dade, Floride      | Oui                          | 12 km Nord-Ouest                                      | 44,350,247 (2015)                       |
| Aéroport international de Fort Lauderdale–Hollywood                          | Comté de Broward, Floride         | Non                          | 33 km au Nord                                         | 26,941,511 (2015)                       |
| Aéroport international de Palm Beach                                         | West Palm Beach, Floride          | Non                          | 165 km au Nord                                        | 6,265,530 (2015)                        |
| Hydrobase de Miami                                                           | Watson Island, Floride            | Oui                          |                                                       |                                         |
| États-Unis, Massachusetts, Boston                                            |                                   |                              |                                                       |                                         |
| Aéroport international de Boston-Logan                                       | Boston                            | Oui                          | 4 km à l'Est                                          | 30,218,631                              |
| Aéroport régional de Manchester-Boston                                       | Manchester, New Hampshire         | Non                          | 81 km au Nord-Ouest                                   | 2,814,125                               |
| Aéroport T. F. Green de Providence                                           | Warwick, Rhode Island             | Non                          | 94 km au Sud                                          | 3,566,769                               |
| Aéroport de Worcester                                                        | Worcester, Massachusetts          | Non                          | 76 km à l'Ouest                                       | 107,000                                 |
| États-Unis, Washington, Seattle                                              |                                   |                              |                                                       |                                         |
| Aéroport international de Seattle–Tacoma                                     | SeaTac, Washington                | Non                          | 18 km au Sud                                          | 51,829,239 (2019)                       |
| Boeing Field                                                                 | Seattle, Washington               | Oui                          | 9 km au Sud-Est                                       | 18,627 (2016)                           |
| Hydrobase de Kenmore Air Harbor                                              | Seattle, Washington               | Oui                          | 1,2 km                                                |                                         |
| Aéroport du Paine Field                                                      | Everett, Washington               | Non                          | 34 km au Nord                                         | 138,000 (2019)                          |
| États-Unis, Washington DC / Maryland, Washington, Baltimore                  |                                   |                              |                                                       |                                         |
| Aéroport international Thurgood Marshall de Baltimore-Washington             | Comté Anne Arundel, Maryland      | Non                          | 16 km au Sud de Baltimore 48 km au Nord de Washington | 26,993,896 (2019)                       |
| Aéroport national Ronald Reagan                                              | Arlington, Virginie               | Oui                          | 5 km à l'Ouest de Washington                          | 23,945,527 (2019)                       |
| Aéroport international de Washington-Dulles                                  | Dulles, Virginie                  | Non                          | 40 km à l'Ouest de Washington                         | 24,817,677 (2019)                       |
| Aéroport Martin State                                                        | Baltimore, Maryland               | Non                          | 17 km à l'est de Baltimore                            |                                         |
| Mexique, Estado de Mexico, Mexico                                            |                                   |                              |                                                       |                                         |
| Aéroport international de Mexico, Benito Juárez International Airport        | Mexico, Estado de Mexico          | Oui                          | 26 km au nord de Mexico                               | 34,255,739                              |
| Aéroport international de Toluca, Aéroport international Adolfo López Mateos | Toluca de Lerdo, Estado de Mexico | Non                          | 60 km au sud ouest de Mexico                          | 867,096                                 |
| Aéroport international de Puebla                                             | Puebla, Estado de Mexico          | Non                          | 110 km au sud est de Mexico                           | 17,080                                  |
| Aéroport international Felipe Ángeles                                        | Santa Lucia, Estado de Mexico     | Non                          | 44 km au nord de Mexico                               | ouvert en 2022                          |

## Trois aéroports
- Allemagne, Rhin-Ruhr
  - Aéroport de Dortmund
  - Aéroport de Weeze
  - Aéroport international de Düsseldorf
- Argentine, Buenos Aires
  - Aéroport Jorge-Newbery
  - Aéroport international d'Ezeiza
  - Aéroport d'El Palomar
- Brésil, Belo Horizonte
  - Aéroport international Tancredo Neves
  - Aéroport de Belo Horizonte/Pampulha – Carlos Drummond de Andrade
  - Carlos Prates Airport
- Brésil, Rio de Janeiro
  - Aéroport international de Rio de Janeiro–Galeão
  - Aéroport de Santos Dumont
  - Jacarepaguá Airport
- Chine, Pékin
  - Aéroport international de Pékin-Capitale
  - Aéroport de Pékin-Nanyuan
  - Aéroport international de Pékin-Daxing
- Danemark, Copenhague
  - Aéroport de Copenhague
  - Aéroport de Roskilde
  - Hydrobase de Copenhague
- République dominicaine, Samaná
  - Aéroport d'Arroyo Barril
  - Aérodrome d'El Portillo
  - Aéroport international El Catey
- États-Unis, Chicago, Ohio
  - Aéroport international Midway de Chicago
  - Aéroport international de Gary
  - Aéroport international O'Hare de Chicago
- États-Unis, Houston, Texas
  - Aéroport intercontinental George Bush de Houston
  - Aéroport de William P. Hobby
  - Ellington Airport (Texas)
- États-Unis, Orlando, Floride
  - Aéroport international d'Orlando
  - Aéroport d'Orlando-Melbourne
  - Aéroport international d'Orlando Sanford
- États-Unis, Philadelphie, Pennsylvanie
  - Aéroport international de Philadelphie
  - Aéroport de New Castle
  - Aéroport international d'Atlantic City
- États-Unis, Tampa, Floride
  - Aéroport international de Tampa
  - Aéroport de St. Petersburg–Clearwater
  - Aéroport international de Sarasota–Bradenton
- Italie, Milan
  - Aéroport de Milan-Linate
  - Aéroport de Milan Malpensa
  - Le Caravage Aéroport International de Bergame-Orio al Serio
- Japon, Osaka
  - Aéroport international du Kansai
  - Aéroport international d'Osaka
  - Aéroport de Kobe
- Norvège, Oslo
  - Aéroport d'Oslo-Gardermoen
  - Aéroport de Sandefjord
  - Aéroport de Moss-Rygge
- Panama, Panama City
  - Aéroport international de Tocumen
  - Aéroport international Albrook "Marcos A. Gelabert"
  - Aéroport de Panamá Pacífico
- Philippines, Manille
  - Aéroport international de Clark
  - Aéroport international Ninoy-Aquino
  - Aéroport international Subic Bay
- Pologne, Varsovie
  - Aéroport de Varsovie-Chopin
  - Aéroport de Mazovie Varsovie-Modlin
  - Aéroport de Varsovie-Radom
- Turquie, Istanbul
  - Aéroport Atatürk d'Istanbul
  - Aéroport de Sabiha Gökçen
  - Aéroport d'Istanbul
- Ukraine, Kiev
  - Aéroport international de Kiev Zhuliany
  - Aéroport international de Boryspil
  - Aéroport de Hostomel

## Deux aéroports
- Afrique du Sud, Johannesbourg
  - Aéroport de Johannesbourg-Lanséria
  - Aéroport international OR Tambo

- Allemagne, Francfort
  - Aéroport de Francfort-Hahn
  - Aéroport de Francfort-sur-le-Main
- Allemagne, Munich
  - Aéroport Franz-Josef-Strauß de Munich
  - Aéroport de Memmingen
- Australie, Sydney
  - Aéroport Kingsford-Smith de Sydney
  - Western Sydney Airport

- Belgique, Bruxelles
  - Aéroport de Bruxelles
  - Aéroport de Charleroi-Bruxelles-Sud

- Belize, Belize City
  - Aéroport Sir Barry Bowen de Belize City
  - Aéroport international Philip S. W. Goldson
- Bolivie, Santa Cruz
  - Aéroport El Trompillo
  - Aéroport international de Viru Viru
- Brésil, Juiz de Fora
  - Juiz de Fora Airport
  - Zona da Mata Regional Airport
- Brésil, Curitiba
  - Bacacheri Airport
  - Afonso Pena International Airport
- Canada, Montréal
  - Aéroport international Pierre Elliott Trudeau de Montréal
  - Aéroport de Montréal/Saint-Hubert
- Canada, Ottawa
  - Aéroport exécutif Gatineau-Ottawa
  - Aéroport international Macdonald-Cartier d'Ottawa
- Chine, Shanghai
  - Aéroport international de Shanghai Hongqiao
  - Aéroport international de Shanghai-Pudong
- Colombie, Medellín
  - Aéroport International José María Córdova
  - Aéroport Enrique Olaya Herrera
- Corée du Sud, Gwangju
  - Aéroport international de Muan
  - Aéroport de Gwangju
- Corée du Sud, Séoul
  - Aéroport international de Gimpo
  - Aéroport international de Séoul-Incheon
- Costa Rica, San José
  - Aéroport international Juan-Santamaría
  - Aéroport international Tobías Bolaños
- Dominique, Roseau
  - Aéroport de Canefield
  - Aéroport Douglas–Charles

- Égypte, Alexandrie
  - Aéroport El Nouzha
  - Aéroport de Borg El Arab
- Émirats arabes unis, Dubaï
  - Aéroport international de Dubaï
  - Aéroport international Al Maktoum
- Émirats arabes unis, Abou Dabi
  - Aéroport international d'Abou Dabi
  - Aéroport international d'Al-Aïn
- Espagne, Barcelone
  - Aéroport de Barcelone-El Prat
  - Aéroport de Gérone-Costa Brava
- Espagne, Murcie
  - Aéroport de Murcie-San Javier
  - Aéroport international de la région de Murcie
- Espagne, Santa Cruz de Tenerife
  - Aéroport de Tenerife-Nord
  - Aéroport de Tenerife-Sud
- États-Unis, Atlanta, Géorgie
  - Aéroport international Hartsfield–Jackson d'Atlanta
  - Aéroport DeKalb–Peachtree
- États-Unis, Buffalo, Etat de New York
  - Aéroport international de Buffalo-Niagara
  - Aéroport international des Niagara Falls
- États-Unis, Charlotte, Caroline du Nord
  - Aéroport international Charlotte-Douglas
  - Aéroport régional de Concorde
- États-Unis, Cleveland, Ohio
  - Aéroport international de Cleveland Hopkins
  - Aéroport d'Akron-Canton
- États-Unis, Columbus, Ohio
  - Aéroport international John Glenn Columbus
  - Aéroport international Rickenbacker
- États-Unis, Dallas, Texas
  - Aéroport du Love Field de Dallas
  - Aéroport international de Dallas-Fort Worth
- États-Unis, Kansas City, Missouri
  - Aéroport international de Kansas City
  - Charles B. Wheeler Downtown Airport
- États-Unis, Saint-Louis, Missouri
  - Aéroport international de Lambert-Saint Louis
  - Aéroport de Saint Louis MidAmerica
- États-Unis, Virginia Beach, Virginie
  - Aéroport international de Norfolk
  - Aéroport international de Newport News-Williamsburg
- France, Lyon
  - Aéroport de Lyon Saint-Exupéry
  - Aéroport de Lyon Bron
- Inde, Bombay
  - Aéroport international Chhatrapati-Shivaji
  - Aéroport international de Navi Mumbai
- Inde, New Dehli
  - Aéroport international Indira-Gandhi
  - Hindon Airport
- Indonésie, Jakarta
  - Aéroport Halim Perdanakusuma
  - Aéroport international Soekarno-Hatta
- Iran, Téhéran
  - Aéroport international Imam Khomeini
  - Aéroport international Mehrabad
- Islande, Reykjavík
  - Aéroport international de Keflavík
  - Aéroport de Reykjavík
- Israël, Eilat
  - Aéroport d'Eilat
  - Aéroport d'Ovda
- Israël, Tel Aviv
  - Aéroport international de Tel Aviv-David Ben Gurion
  - Aéroport de Sdé Dov de Tel-Aviv
- Italie, Rome
  - Aéroport Léonard-de-Vinci de Rome Fiumicino
  - Aéroport international de Rome Ciampino
- Italie, Turin
  - Aéroport international de Coni
  - Aéroport de Turin-Caselle
- Italie, Venise
  - Aéroport Marco Polo de Venise
  - Aéroport de Trévise
- Japon, Fukuoka
  - Aéroport de Kitakyushu
  - Aéroport de Fukuoka
- Japon, Nagoya
  - Aéroport international du Chubu
  - Aéroport de Nagoya
- Japon, Sapporo
  - Aéroport de Shin-Chitose
  - Aéroport Okadama
- Jordanie, Amman
  - Aéroport international Reine-Alia
  - Aéroport civil d'Amman
- Kenya, Nairobi
  - Aéroport international Jomo-Kenyatta
  - Aéroport Wilson
- Liberia, Monrovia
  - Aéroport international de Monrovia-Roberts
  - Aéroport de Spriggs Payne
- Libye, Tripoli
  - Aéroport international de Tripoli
  - Aéroport de Mitiga
- Malaisie, Kuala Lumpur
  - Aéroport international de Kuala Lumpur
  - Aéroport Sultan Abdul Aziz Shah
- Mexique, Monterrey, Nuevo León
  - Aéroport international de General Mariano Escobedo
  - Aéroport international Del Norte
- Namibie, Windhoek
  - Aéroport international Hosea Kutako de Windhoek
  - Aéroport Eros
- Nigeria, Lagos
  - Aéroport international Murtala-Muhammed
  - Lekki-Epe International Airport
- Nigeria, Port Harcourt, Rivers (Etat)
  - Aéroport international de Port Harcourt
  - Aéroport régional de Port Harcourt
- Norvège, Narvik
  - Aéroport de Narvik
  - Aéroport de Narvik/Harstad
- Nouvelle-Calédonie, Nouméa
  - Aéroport international de Nouméa-La Tontouta
  - Aéroport de Magenta
- Pakistan, Islamabad
  - Aéroport international Benazir Bhutto
  - Aéroport international de New Islamabad
- Pakistan, Lahore
  - Walton Airport
  - Aéroport international Allama Iqbal
- Porto Rico, San Juan
  - Aéroport international Luis Muñoz Marín
  - Aéroport Fernando Luis Ribas Dominicci
- République démocratique du Congo, Kinshasa
  - Aéroport international de N'djili
  - Aéroport de N'Dolo
- République dominicaine, Saint Domingue
  - Aéroport international Dr. Joaquin Balaguer
  - Aéroport international Las Américas
- Roumanie, Bucarest
  - Aéroport international Aurel-Vlaicu
  - Aéroport de Bucarest-Henri-Coandă
- Royaume-Uni, Belfast
  - Aéroport international de Belfast
  - Aéroport de Belfast George Best
- Royaume-Uni, Glasgow
  - Aéroport de Glasgow
  - Aéroport de Glasgow Prestwick
- Royaume-Uni, Lerwick
  - Aéroport de Sumburgh
  - Aéroport de Tingwall
- Russie, Krasnoïarsk
  - Aéroport de Krasnoïarsk Cheremshanka
  - Aéroport international de Yemelyanovo
- Russie, Oulianovsk
  - Aéroport Vostochny d'Oulianovsk
  - Aéroport d'Oulianovsk Baratayevka
- Sainte-Lucie, Castries
  - George F. L. Charles Airport
  - Hewanorra International Airport
- Sierra Leone, Freetown
  - Aéroport d'Hastings
  - Aéroport international de Lungi
- Singapour, Singapour
  - Aéroport de Seletar
  - Aéroport de Singapour-Changi
- Somalie, Mogadascio
  - Aéroport Aden Adde
  - Aéroport K50
- Sri Lanka, Colombo
  - Aéroport international Bandaranaike
  - Aéroport de Ratmalana
- Suriname, Paramaribo
  - Aéroport international Johan Adolf Pengel
  - Aéroport de Zorg en Hoop
- Taïwan, Taipei
  - Aéroport de Taipei Songshan
  - Aéroport international de Taïwan Taoyuan
- Thaïlande, Bangkok
  - Aéroport international Don Mueang
  - Aéroport de Bangkok-Suvarnabhumi
- Turquie, Mugla
  - Aéroport de Dalaman
  - Aéroport de Bodrum-Milas

## Liste de pays avec des villes à plus d'un aéroport
| Pays                             | 8 aéroports | 6 aéroports | 5 aéroports | 4 aéroports                                              | 3 aéroports                        | 2 aéroports                                                                                                 | Total |
| -------------------------------- | ----------- | ----------- | ----------- | -------------------------------------------------------- | ---------------------------------- | --- | ----- |
| États-Unis                       | New York    |             | Los Angeles | Baltimore, Washington, D.C. Phoenix Miami Boston Seattle | Chicago Orlando Philadelphie Tampa | Atlanta Buffalo Charlotte Cleveland Columbus Dallas Houston Kansas City Saint-Louis Virginia Beach San Juan | 22    |
| Canada                           |             | Vancouver   |             | Toronto                                                  |                                    | Montréal Ottawa                                                                                             | 4     |
| Royaume-Uni                      |             | Londres     |             |                                                          |                                    | Belfast Glasgow Lerwick                                                                                     | 4     |
| Chine                            |             |             | Chongqing   |                                                          | Pékin                              | Shanghai | 3     |
| France                           |             |             | Paris       |                                                          |                                    | Lyon Nouméa                                                                                                 | 3     |
| Australie                        |             |             |             | Melbourne                                                |                                    | Sydney | 2     |
| Brésil                           |             |             |             | São Paulo                                                | Belo Horizonte Rio de Janeiro      | Juiz de Fora Curitiba                                                                                       | 5     |
| Russie                           |             |             |             | Moscou                                                   |                                    | Krasnoïarsk Oulianovsk                                                                                      | 3     |
| Japon                            |             |             |             | Tokyo                                                    | Osaka                              | Fukuoka Nagoya Sapporo                                                                                      | 5     |
| Suède                            |             |             |             | Stockholm                                                |                                    | | 1     |
| Allemagne                        |             |             |             |                                                          | Rhin-Ruhr                          | Francfort Munich                                                                                            | 3     |
| Argentine                        |             |             |             |                                                          | Buenos Aires                       | | 1     |
| Danemark                         |             |             |             |                                                          | Copenhague                         | | 1     |
| République dominicaine           |             |             |             |                                                          | Samaná                             | | 1     |
| Italie                           |             |             |             |                                                          | Milan                              | Rome Turin Venise                                                                                           | 4     |
| Norvège                          |             |             |             |                                                          | Oslo                               | Narvik | 2     |
| Panama                           |             |             |             |                                                          | Panama City                        | | 1     |
| Philippines                      |             |             |             |                                                          | Manille                            | | 1     |
| Pologne                          |             |             |             |                                                          | Varsovie                           | | 1     |
| Mexique                          |             |             |             |                                                          | Mexico                             | Monterrey                                                                                                   | 2     |
| Turquie                          |             |             |             |                                                          | Istanbul                           | Mugla | 2     |
| Ukraine                          |             |             |             |                                                          | Kiev                               | | 1     |
| Afrique du Sud                   |             |             |             |                                                          |                                    | Johannesbourg                                                                                               | 1     |
| Angola                           |             |             |             |                                                          |                                    | Luanda | 1     |
| Belgique                         |             |             |             |                                                          |                                    | Bruxelles                                                                                                   | 1     |
| Belize                           |             |             |             |                                                          |                                    | Belize City                                                                                                 | 1     |
| Bolivie                          |             |             |             |                                                          |                                    | Santa Cruz                                                                                                  | 1     |
| Colombie                         |             |             |             |                                                          |                                    | Medellín | 1     |
| Corée du Sud                     |             |             |             |                                                          |                                    | Gwangju Séoul                                                                                               | 2     |
| Costa Rica                       |             |             |             |                                                          |                                    | San José | 1     |
| Dominique                        |             |             |             |                                                          |                                    | Roseau | 1     |
| Égypte                           |             |             |             |                                                          |                                    | Alexandrie                                                                                                  | 1     |
| Émirats arabes unis              |             |             |             |                                                          |                                    | Dubaï Abou Dabi                                                                                             | 2     |
| Espagne                          |             |             |             |                                                          |                                    | Barcelone Murcie Santa Cruz de Tenerife                                                                     | 3     |
| Inde                             |             |             |             |                                                          |                                    | New Dehli Bombay                                                                                            | 2     |
| Indonésie                        |             |             |             |                                                          |                                    | Jakarta | 1     |
| Iran                             |             |             |             |                                                          |                                    | Téhéran | 1     |
| Islande                          |             |             |             |                                                          |                                    | Reykjavík                                                                                                   | 1     |
| Israël                           |             |             |             |                                                          |                                    | Eilat Tel Aviv                                                                                              | 2     |
| Jordanie                         |             |             |             |                                                          |                                    | Amman | 1     |
| Kenya                            |             |             |             |                                                          |                                    | Nairobi | 1     |
| Liberia                          |             |             |             |                                                          |                                    | Monrovia | 1     |
| Libye                            |             |             |             |                                                          |                                    | Tripoli | 1     |
| Malaisie                         |             |             |             |                                                          |                                    | Kuala Lumpur                                                                                                | 1     |
| Mongolie                         |             |             |             |                                                          |                                    | Oulan-Bator                                                                                                 | 1     |
| Namibie                          |             |             |             |                                                          |                                    | Windhoek | 1     |
| Nigeria                          |             |             |             |                                                          |                                    | Port Harcourt Lagos                                                                                         | 2     |
| Pakistan                         |             |             |             |                                                          |                                    | Islamabad                                                                                                   | 1     |
| République démocratique du Congo |             |             |             |                                                          |                                    | Kinshasa | 1     |
| République dominicaine           |             |             |             |                                                          |                                    | Saint Domingue                                                                                              | 1     |
| Roumanie                         |             |             |             |                                                          |                                    | Bucarest | 1     |
| Sainte-Lucie                     |             |             |             |                                                          |                                    | Castries | 1     |
| Sierra Leone                     |             |             |             |                                                          |                                    | Freetown | 1     |
| Singapour                        |             |             |             |                                                          |                                    | Singapour                                                                                                   | 1     |
| Somalie                          |             |             |             |                                                          |                                    | Mogadascio                                                                                                  | 1     |
| Sri Lanka                        |             |             |             |                                                          |                                    | Colombo | 1     |
| Suriname                         |             |             |             |                                                          |                                    | Paramaribo                                                                                                  | 1     |
| Taïwan                           |             |             |             |                                                          |                                    | Taipei | 1     |
| Thaïlande                        |             |             |             |                                                          |                                    | Bangkok | 1     |